# منیزیم اکسید
منیزیم اکسید (به انگلیسی: Magnesium oxide) با فرمول شیمیایی MgO یک ترکیب شیمیایی با شناسه پاب‌کم ۱۴۷۹۲ است. که جرم مولی آن 40.3044 g/mol می‌باشد. شکل ظاهری این ترکیب، پودر سفید است.
اکسید منیزیم ماده‌ای عایق الکتریکی به‌شمار می‌آید که توانایی انتقال حرارت خوبی دارد.
اکسید منیزیم به عنوان ماده نسوز، یعنی ماده ای که از نظر فیزیکی و شیمیایی در دماهای بالا پایدار است، کاربرد دارد. دو ویژگی مفید هدایت حرارتی بالا و هدایت الکتریکی کم را داراست. تاکنون بزرگترین مصرف‌کننده منیزیم در سراسر جهان صنعت نسوز بوده‌است، در ایالات متحده در ایالات متحده در سال ۲۰۰۴ حدود ۵۶٪ از اکسید منیزیم در صنعت نسوز مصرف شده و ۴۴٪ باقی مانده در کاربردهای کشاورزی، شیمیایی، ساختمانی، زیست‌محیطی و سایر کاربردهای صنعتی مورد استفاده قرار گرفته‌است. از MgO به عنوان ماده اولیه نسوز برای ساخت کوره و بوته ذوب استفاده می‌شود.
اکسید منیزیم ماده اصلی تولید مواد مقاوم کننده به آتش fireproof در صنعت مصالح ساختمانی است. درصنعت ساختمان، دیواره‌های پیش ساخته از اکسید منیزیم چندین ویژگی جذاب دارند: مقاومت در برابر آتش، مقاوم در برابر موریانه، مقاومت در برابر رطوبت، مقاومت در برابر پوسیدگی و کپک و همچنین مقاومت مکانیکی خوب.
MgO یکی از مؤلفه‌های سیمان پرتلند در بخش و فرایند خشک کردن است
از آنجا که اکسید منیزیم بافر اسیدی خوبی است و همچنین اثربخشی مناسبی در تثبیت و پایدار سازی فلزات سنگین محلول در آب را دارد، به‌طور گسترده‌ای در اصلاح خاک و اصلاح آب‌های زیرزمینی، تصفیه فاضلاب، تصفیه آب آشامیدنی، تصفیه هوا و تصفیه آبهای صنعتی مورد استفاده قرار می‌گیرد.
بسیاری از فلزات سنگین مانند سرب و کادمیوم در pH اسیدی (زیر ۶) و همچنین pH بالا (بالاتر از ۱۱) در آب حلالیت بیشتری دارند. حلالیت فلزات سنگین بر تحریک و نوع حیات زیست توده‌ها و تحرک آنها در خاک و آب زیرزمینی تأثیر می‌گذارد. بیشتر گونه‌های فلزی در غلظت‌های خاصی برای انسان سمی هستند، بنابراین ضروری است که ورود آنها به آب صورت مستقیم زیست توده‌ها قابل دسترس و تحرک به حداقل برسد.
اکسید منیزیوم به فرم گرانول را اغلب با خاک و کانی‌های فلزات دیگر مخلوط می‌کنند که معمولاً با pH(اسیدی) کم است تا pH را به محدوده ۸–۱۰ که در آن بیشتر فلزات در کمترین حلالیت خود قرار دارند ، منتقل شود. کمپلکس‌های هیدروکسید فلزی تمایل به رسوب از محلول آبی در محدوده pH 8-10 دارند. MgO به علت داشتن خواص بافری و قیمت ارزان و راحتی حمل و نقل به‌طور گسترده به عنوان مؤثرترین ترکیب تثبیت کننده فلزات در سیمان پرتلند، آهک، پودرهای ریخته‌گری، ملزومات تولید برق و محصولات مختلف تخصصی در نظر گرفته می‌شود.
و نکته بسیار مهم این که محصولاتی که جهت فناوری‌های تثبیت فلزات به بازار عرضه می‌شوند، شرایط pH مناسبی را در سفره‌های آب زیر زمینی ایجاد نمی‌کنند، در حالی که MgO یک شرایط ایده‌آل با pH 8-10 ایجاد می‌کند. علاوه بر این که منیزیم، یک عنصر اساسی برای اکثر سیستمهای بیولوژیکی در آبهای زیر زمینی و خاک می‌باشد که باعث ترمیم و بهبود جمعیت میکروارگانیسم‌ها می‌شود.

## پزشکی
حلالیت اکسید منیزیم محلول در آب ضعیف است و ضعیف از روده جذب می‌شود. به همین دلیل، اکسید منیزیم برای اصلاح کمبود منیزیم نسبتاً ناکارآمد است. اکسید منیزیم برای تسکین سوزش سر دل و سوء هاضمه، به عنوان یک آنتی اسید، مکمل منیزیم و به عنوان یک مسهل کوتاه مدت مورد استفاده قرار می‌گیرد. همچنین از این ماده برای بهبود علائم سوء هاضمه استفاده می‌شود. عوارض جانبی اکسید منیزیم ممکن است شامل حالت تهوع و دل درد باشد. برای به دست آوردن اثر ملین بایست به میزان مناسبی مصرف شود تا به عوارض جانبی مصرف طولانی مثل آنترولیت منجر به انسداد روده نشود.
منیزیم اکساید کاربردهای متنوعی در علوم پزشکی دارند از جمله می توان به مهندسی بافت، ساخت ایمپلنت های دندانی و ارتوپدی؛ تصویر برداری پژشکی ،رفتار ضد باکتریایی و غیره اشاره کرد